# Ceratoporthe
Ceratoporthe — рід грибів родини Melanconidaceae. Назва вперше опублікована 1925 року.

## Класифікація
До роду Ceratoporthe відносять 2 види:
- Ceratoporthe didymospora
- Ceratoporthe digitifera